# 栗林さみ
栗林 さみ（くりばやし さみ、1987年（昭和62年）1月4日 - ）は、フリーアナウンサー、元テレビ新潟放送網アナウンサーである。本名は栗林 紗美（読み同じ）。身長160cm。

## 来歴
- 新潟県新潟市出身。新潟大学教育学部附属新潟中学校、新潟明訓高等学校[2]、学習院大学文学部哲学科卒業。大学では日本美術史専攻[2]。
- TBSアナウンススクール[3]、フジテレビアナウンススクール、東京アナウンスアカデミー、日テレ学院、テレビ朝日アスク卒業。
- 中学生まで、新潟市ジュニア合唱団に所属。小学生時代には短期間芸能スクールに通っており、NegiccoのNao☆とMeguは同期である[4]。
- 新潟市民芸術文化会館（りゅーとぴあ）の開館記念ミュージカル『シャンポーの森で眠る』（1998年）のオーディションに合格して以来、『ファデット』（2001年）、『家なき子』（2003年）に出演、キッズ部門のAPRICOTには高校卒業まで在籍し、ほとんどの公演に出演している。そのため、同劇団出身の藤井美菜とは友人である[5]。
- 第7期シーサイドイメージガールで[6]、2008年2月〜2009年1月まで、月刊誌「東京シーサイドストーリー」（産経新聞社）表紙モデルを務めた。
- お台場レインボーステーションのパーソナリティを務めていた。
- 2009年
  - 4月 - テレビ新潟放送網へ入社、3年3ヶ月在職。
  - 7月 - 『おもいッきりDON!』に、ザ・たっちのマドンナ役で出演[7]。
- 2010年
  - 4月27日 - 同日付の東京スポーツ発掘女子アナ&リポーターに掲載。
  - 11月 - 『開局30周年感謝祭 TeNY博だよ新潟一番』内、“栗林紗美の県内充走! ランスタイル”にて、柏崎〜新潟市産業振興センターまでの新潟県内100km走を完走[8]。スポーツニッポンでは数週間にわたり連載された。
- 2011年
  - 2月20日 - 毎年恒例の祭事である第70回 分水おいらん道中の花魁役の「桜太夫」に選ばれた[9]。きっかけは同年2月8日の『夕方ワイド新潟一番』放送のラーメンの旅で新潟県燕市（旧分水町）をロケした途中、花魁役の募集を発見しすぐに応募。一次、二次審査に通り決定された。通常は一般女性を対象にしているが、彼女の場合はアナウンサーとして応募していたため、新聞などでは「会社員」として表記されている。栗林自身も花魁役に選ばれた後の取材をうけたことに関して「きっかけがラーメンの旅という理由もあって、赤いチャイナ服（ラーメンの旅の衣装）を着た」と話している。しかし、この年の4月17日に行われる予定の分水おいらん道中は東日本大震災の発生に伴い、自粛、中止となったために出番はなく、花魁役の権利は翌年に持ち越しになった。2012年4月15日に、無事、おいらん役を果たす[8]。
  - 8月19日 - 新潟市民芸術文化会館りゅーとぴあ劇場にて、劇団APRICOT誕生10周年記念ミュージカル『スーホの白い馬』に出演。「王の娘」という役を演じた。元宝塚トップスター高汐巴と共演している。
- 2012年
  - 4月 - 2年余りMCを務めてきた『シネマれびゅー』を降板。
  - 6月30日 - 同日付で、テレビ新潟放送網を退職することを公表[10]し、退職。
  - 7月より、ホリプロアナウンス室所属となる[11]。
- フリーアナウンサー転身後、初のレギュラーは『戦国鍋TV 〜なんとなく歴史が学べる映像〜』ミュージック・トゥナイト女性MC[12]。
- 2013年
  - 1月より、中央競馬中継（グリーンチャンネル）の土曜午前を担当（2019年1月から日曜午後の担当）。
  - 4月より、チバテレビカラオケ大賞21（千葉テレビ放送）のアシスタントを務める（2015年12月まで）。
  - 7月より、J:テレスタイル（J:com）の火曜日・木曜日レギュラーを務めている。2015年4月より、月曜・火曜担当に変更。
- 2015年4月より、ヨコハマ・ラジアンヌスタイル（アール・エフ・ラジオ日本）の水曜・木曜担当のパーソナリティを担当（2016年9月30日、番組改編により終了）。
- 2017年
  - 1月2日より、産休に入った池辺愛に代わって、monaka(NACK5)パーソナリティを担当（同年3月30日まで）。
- 2019年
  - 4月1日よりSmile SUMMIT（NACK5）のパーソナリティを担当。

## 人物
- 趣味：ミュージカル、ポップアップ絵本研究、イラスト描き、古寺巡り、コスプレ[12]。歴女であることを自称している[12]。美術館に行くことも多い[13]。
- 資格：学芸員・英検2級・漢検2級・ニュース検定2級・ネイリスト・フードアナリスト。
- 3歳下の弟がいる[14]。
- 母親も元・フリーアナウンサー（ドゥ・クリエーション所属）。栗林自身も、母がきっかけで学生時代に同じドゥ・クリエーションに登録していた[15]。
- 子供の頃は人見知りが激しかったが、2歳のころから音楽教室、ダンス教室、合唱団とやっていくうちに次第に人前に出ることへの抵抗感がなくなっていった。ミュージカルのオーディションに応募したのも人見知りを直すためだった[13]。
- 新潟県立胎内ライフル射撃場にてレーザーピストルを体験した際、ピストル射撃の才能があることが分かった。前述の分水おいらん道中の花魁役に選ばれたことから「おいらん娘」、ラーメンの旅5代目「ラーメン娘」と、いくつかの肩書があるが、今度から「ピストル娘」とも名乗れるかもしれないと本人が話した[要出典]。
- 初めて観た競馬は、2012年のジャパンカップ[16]。
- 2015年夏アニメ『GATE 自衛隊 彼の地にて、斯く戦えり』第10話で、キャスター役の声優として出演した。

## 現在の出演番組

### テレビ番組レギュラー
- 中央競馬全レース中継（2013年1月 - 、グリーンチャンネル） - 土曜日午前キャスター（ - 2015年）→日曜日午前キャスター（2016年 - 2018年）→日曜日午後キャスター（2019年 - 2023年）→ 土曜日午前キャスター（2024年 - ）
- J:テレスタイル（J:com） - 月曜・火曜担当

### ラジオ
- ラジオiNEWS（2017年10月5日 - 、ラジオNIKKEI第1放送） - パーソナリティ
- Smile SUMMIT（2019年4月 - 、NACK5）

## 過去の出演番組

### テレビ
テレビ新潟
- 夕方ワイド新潟一番
- シネマれびゅー（MC）
- ありがとう新潟一番 15周年大感謝祭
- 分水おいらん道中 春絵巻（MC）
- どーする!? 日本の未来--戦争と震災を乗り越えて（MC。ゲスト：猪瀬直樹・手嶋龍一・橋本五郎・吉田栄作）
- 経済産業省 資源エネルギー庁特番 発見!探検!再生可能エネルギー
- 全日本少年サッカー大会（県大会決勝ベンチリポート）
- トキめき新潟国体（ナレーション）
- 島旅に出かけよう 夏の佐渡ナビ!（MC・ナレーション）
- スタジオジブリ 借りぐらしのアリエッティ（取材リポーター・舞台挨拶・講演MC）
- スタジオジブリ コクリコ坂から（取材リポーター・舞台挨拶MC）
- ロッツtheよしもとTV

日本テレビ
- おもいッきりDON!（中継リポーター）
- 緊急報道特番 東日本大震災（新潟キャスター）
- NNN Newsリアルタイム（特集リポーター・ナレーション）
- news every.（報道中継・特集リポーター・ナレーション）
- 24時間テレビ
- 笑点（進行MC）

テレビ信州
- 情報ワイド ゆうがたGet!

福島中央テレビ
- ゴジてれ Chu !

独立局
- 戦国鍋TV 〜なんとなく歴史が学べる映像〜（テレビ神奈川・千葉テレビ放送・テレビ埼玉・サンテレビジョン共同制作（ミュージック・トゥナイト3代目女性MC）
- チバテレビカラオケ大賞21（2013年4月1日 - 2015年12月14日、千葉テレビ放送）（アシスタント）

WOWOW
- レディ・ジョーカー - 第2話

BSフジ
- ワッチミー!TV×TV

グリーンチャンネル
- 教えてVANdaくん! 勝ち馬リサーチャー（2016年1月 - 2018年12月）
- 未来へ輝け!ヤングジョッキーズファイル2017（2017年10月 - 12月）（ナレーション）

### テレビドラマ
- ＃居酒屋新幹線（2021年12月14日 - 、毎日放送・TBS系列） - タベルーノ・りーたん 役

### ラジオ
- monaka（2017年1月 - 3月、NACK5）
- ハート&ライフ〜ありがとうを言わせて〜（2017年5月10日 - 2018年3月28日、ラジオNIKKEI第1放送） - パーソナリティ
- ヨコハマ・ラジアンヌ・スタイル（2015年4月 - 2016年9月、アール・エフ・ラジオ日本）
- 新垣隆の音楽室[17]（JFN系列、2015年10月 - 2017年9月） - アシスタント

その他
- 映画「トリハダ劇場版」  - キャスター 役（声のみ）
- テレビアニメ『「GATE 自衛隊 彼の地にて、斯く戦えり」 - キャスター 役